# The Spectres
The Spectres bzw. Traffic Jam war eine britische Pop-Band, aus der nach einer weiteren Umbenennung die Rockband Status Quo hervorging.

## Geschichte
Zu Beginn des Jahres 1962 gründeten die Londoner Schüler Francis Rossi und Alan Lancaster eine Band unter dem Namen The Paladins bzw. The Scorpions, die in den ersten Monaten häufige Besetzungswechsel hinnehmen musste.
Bis 1964 bildete sich jedoch eine feste Besetzung heraus, zu der neben Rossi (Gitarre, Gesang) und Lancaster (Bass, Gesang) auch der Schlagzeuger John Coghlan und Keyboarder Roy Lynes zählten. Nach verschiedenen kleinen Auftritten unter dem Namen The Spectres gelang es der Band schließlich, für den Sommer 1965 ein festes Engagement in „Butlin’s Minehead“ zu ergattern.
Im Rahmen dieses Engagements traf das Quartett nicht nur auf Rick Parfitt, den zukünftigen Rhythmusgitarristen von Status Quo, sondern erhielt auch die nötige Routine, die ihr einen Plattenvertrag verschaffte. Diesen erhielten The Spectres 1966  bei Piccadilly Records, einem Tochterlabel von Pye Records. Im September 1966 erschien die erste Single I (Who Have Nothing). Das italienische Original (1961) stammt von Joe Sentieri, die bekannteste englische Version (1963) von Shirley Bassey, die erste Single von The Spectres. Zwei weitere (Hurdy Gurdy Man und We Ain't Got) folgten, jedoch war keine der Veröffentlichungen erfolgreich.
Unter dem Namen Traffic sollte im Jahr 1967 ein Neubeginn erfolgen. Allerdings hatte Steve Winwood, der sich gerade von der Spencer Davis Group getrennt hatte, ebenfalls ein neues Projekt namens Traffic gegründet. Rossi & Co. entschieden sich daher für Traffic Jam und veröffentlichten unter diesem Bandnamen mit „Almost but Not Quite There“ im Juni 1967 eine weitere Single, die ebenfalls floppte.
Die nun folgende Entscheidung erwies sich als die richtige: Rick Parfitt, den die Band bereits 1965 kennengelernt hatte, stieg als zweiter Gitarrist bei Traffic Jam ein, die ihren Namen nun in The Status Quo änderten. Als erste Single des Quintetts erschien Anfang 1968 Pictures of Matchstick Men, die in England, den USA und anderen Ländern zu einem großen Erfolg wurde. Es folgten Dutzende weitere Hits. Roy Lynes verließ Status Quo bereits 1970, während John Coghlan bis 1981 und Alan Lancaster bis zum Live-Aid-Konzert 1985 Status Quo treu blieben.
Nach dem Weggang von Alan Lancaster wurde auch der „Geburtstag“ von Status Quo, der sich auf die Spectres-Gründung 1962 bezog, auf 1965 umdatiert.

## Diskografie

### The Spectres
- I (Who Have Nothing) / Neighbour Neighbour

September 1966, Piccadilly 7N 35339
- Hurdy Gurdy Man / Laticia

November 1966, Piccadilly 7N 35352
- (We Ain’t Got) Nothin’ Yet / I Want It

Februar 1967, Piccadilly 7N 35368

### Traffic Jam
- Almost but Not Quite There / Wait Just a Minute

Juni 1967, Piccadilly 7N 35386

### Wiederveröffentlichungen
Die Aufnahmen von The Spectres sind mehrfach unter dem Namen Status Quo wiederveröffentlicht worden. Die erste umfassende CD-Veröffentlichung findet sich auf:
- Quotations Vol. 1 – Status Quo the Early Years

Oktober 1987, PRT 8.26699 ZR
Zuvor unveröffentlichte Aufnahmen von The Spectres finden sich auf einer Doppel-CD aus dem Jahr 1998. Dabei handelt es sich um die Stücke Walking with My Angel, When He Passed By und Spicks and Specks, das später auch unter dem Namen Status Quo in einer anderen Fassung veröffentlicht wurde.
- Status Quo – The Singles Collection

Juni 1998, Castle Communications CCS CD 821

### Live at the BBC
In den Jahren 1966 und 1967 wurden The Spectres und Traffic Jam wiederholt von der BBC eingeladen, um Liveaufnahmen für verschiedene Radiosendungen einzuspielen. Ein Teil dieser Aufnahmen wurde im Jahr 2003 auf einer Wiederveröffentlichung der ersten Status-Quo-LP der Öffentlichkeit zugänglich gemacht.
Von The Spectres waren dies die Stücke Gloria, I (Who Have Nothing) und Neighbour, Neighbour, von Traffic Jam stammten die Beiträge I Don’t Want You, Almost but Not Quite There und Spicks and Specks
- Picturesque Matchstickable Messages from the Status Quo

April 2003, Sanctuary Records CMEDD 718